# Hero (1988)
Hero (Alternativtitel: Hero – Der Supercop, Originaltitel: Hero and the Terror) ist ein US-amerikanischer Actionfilm aus dem Jahr 1988. Der Drehbuchautor Michael Blodgett schrieb 1982 die gleichnamige Romanvorlage. Premiere hatte der Film mit Chuck Norris in der Hauptrolle am 26. August 1988 in den US- und am 23. Februar 1989 in den deutschen Kinos.

## Handlung
Detective Danny O’Brien hatte den Serienmörder Simon Moon („The Terror“) in einem unterirdischen Versteck aufgespürt. Dieser hatte mit den teilentkleideten Leichen seiner durch Genickbruch getöteten weiblichen Opfer seinen Unterschlupf drapiert. Nur durch ein Missgeschick von Moon blieb O’Brian dieses Schicksal erspart. Moon wurde festgenommen und in einer geschlossenen Anstalt untergebracht, O’Brian seitdem „Hero“ genannt.
Drei Jahre später kann sich Moon durch ein vergittertes Fenster befreien und mit einem Fahrzeug den Zaun der Anstalt durchbrechen. Das Fahrzeug stürzt ins Meer, doch eine Leiche wird nicht gefunden. In einem restaurierten Theater verschwindet eine junge Frau, einen Tag später die Schauspielerin Ginger, deren Leiche außerhalb gefunden wird. Um Nachahmungstäter wie vor drei Jahren zu vermeiden, bringt der Bürgermeister O’Brian dazu, auf einer Pressekonferenz zu verneinen, dass die Leiche die Merkmale Moons trägt. Als Gegenleistung verlangt O’Brian, dass ein Polizist im Theater postiert wird. Doch Bill, ein Kumpel O’Brians, wird ebenfalls umgebracht, während O’Brian und seine Freundin Kay in der Klinik die Geburt ihrer Tochter  erleben. 
Suchtrupps der Polizei durchkämmen das Theater erfolglos, ehe O’Brian nach Studieren des Grundrisses von einem versteckten Gang aus den Unterschlupf des animalischen Killers findet. Im Zweikampf auf dem Dach des Theaters kann er ihn durch ein Oberlicht stoßen.

## Kritik
Das Lexikon des internationalen Films urteilt: „Ein konventioneller, klischeebeladener Action-Thriller“.

## Hintergrund
Der in Los Angeles gedrehte Film war die letzte Produktion mit Chuck Norris in der Hauptrolle, an der Menahem Golan in einer Produzentenposition beteiligt war. Der eigentliche Produzent des Films, Raymond Wagner, war zuvor bereits für Cusack – Der Schweigsame, ebenfalls mit Norris in der tragenden Rolle, verantwortlich gewesen.
In den Vereinigten Staaten spielte der Film rund 5,3 Millionen US-Dollar ein. Das war weniger als bei allen anderen Filmen von Cannon Films, bei denen Norris in der Hauptrolle zu sehen war.